# Parapetí
Parapetí es un barrio argentino ubicado en el Departamento San Pedro de la Provincia de Jujuy. Presenta el aspecto de una isla rodeada por cañaverales, 2 km al este de San Pedro de Jujuy y 1 km al sur de La Esperanza. El ingenio construyó este tipo de barrios en varios lotes con materiales resistentes pero pequeñas y con baños comunitarios.
Nació como un asentamiento de casas rancho, las cuales fueron luego reemplazadas por casas de madera. Sus habitantes se dedican principalmente a tareas en los cañaveras del Ingenio La Esperanza. Cuenta con una escuela primaria. La organización Túpac Amaru construyó un barrio en la villa.